# Triángulo de Erie
El Triángulo de Erie es una extensión de tierra que abarca cerca de 300 millas cuadradas (780 kilómetros cuadrados) y fue disputado por varias partes durante la época colonial. Finalmente, el gobierno federal de Estados Unidos lo adquirió y lo vendió a Pensilvania, permitiendo que el estado tuviera acceso a un puerto de agua dulce en el lago Erie. Este territorio forma gran parte del actual condado de Erie, en Pensilvania.

## Antecedentes

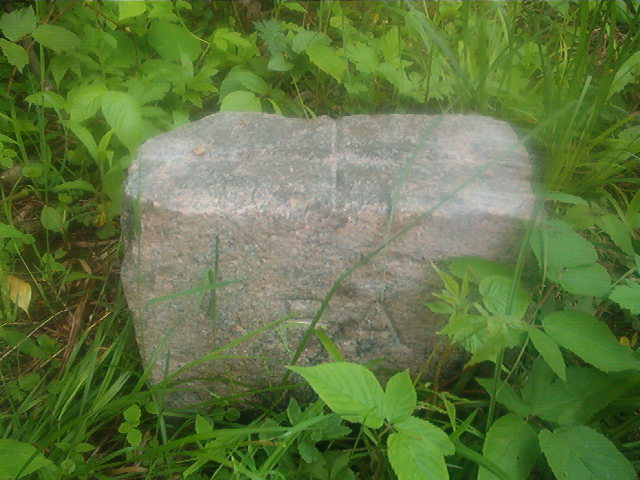
Piedra angular del Triángulo de Erie

Gran parte del noroeste de Pensilvania pasó a estar bajo control estadounidense tras la firma del Tratado de Fort Stanwix en 1784 con la Confederación Iroquesa. Al año siguiente, surgió una disputa fronteriza entre Nueva York y Pensilvania. Para resolverla, se llevó a cabo una investigación liderada por Andrew Ellicott, representando a Pensilvania, y James Clinton junto con Simeon DeWitt, en nombre de Nueva York. Como resultado, se estableció que el límite occidental de Nueva York estaría a 20 millas (32,2 km) al este de Presque Isle, una pequeña península situada frente a la costa de Erie, Pensilvania. Sin embargo, esta delimitación dejó un área sin reclamar, que llegó a ser conocida como las Tierras del Triángulo.
Las Tierras del Triángulo presentaron un problema, ya que no estaban contempladas dentro de los estatutos de Nueva York ni de Pensilvania. Además, Connecticut y Massachusetts también reclamaron este territorio, basándose en las concesiones coloniales originales que les otorgaban derechos "de mar a mar brillante".
De los tres estados en disputa por las Tierras del Triángulo (Pensilvania, Connecticut y Massachusetts), solo Pensilvania carecía de una salida significativa al mar, salvo por una estrecha franja costera de 3,75 millas (6 km) de longitud. Bajo presión del nuevo gobierno federal, los cuatro estados cedieron sus derechos sobre el territorio al gobierno central, que en 1792 vendió las tierras a Pensilvania por $151,640.25 (75¢ por acre).
En enero de 1789, las Seis Naciones de la Confederación Iroquesa cedieron el territorio a Pensilvania a cambio de $2,000 del estado y $1,200 del gobierno federal. Más tarde, en febrero de 1791, la Nación Seneca resolvió sus propias reclamaciones de tierras contra Pensilvania mediante un acuerdo de $800. Estas transacciones se llevaron a cabo sin la aprobación del gobierno federal, lo que violó la Cláusula Contractual de la Constitución de los Estados Unidos, que reservaba al gobierno central el derecho exclusivo de negociar tratados.
Con este nuevo acceso a los Grandes Lagos, Pensilvania aceptó el límite occidental establecido por el Agrimensor General del Territorio del Noroeste, conforme a lo estipulado en la Ordenanza del Noroeste de 1787.
El Triángulo de Erie es frecuentemente llamado la "pestaña" o "chimenea" del Estado Keystone. Sus aguas costeras son conocidas como el Cementerio del Lago Erie debido a la gran cantidad de naufragios que ocurrieron en esta zona durante los siglos XVII y XIX, a causa de las tormentosas condiciones del lago. Además, fue escenario de un enfrentamiento preliminar entre fuerzas que luego participaron en la Batalla del Lago Erie durante la Guerra de 1812. Esta batalla decisiva tuvo lugar en las islas del lago Erie, situadas en el extremo occidental del lago, frente a la costa de Ohio.

## Lectura adicional
- Bilharz, Joy Ann (1998). The Allegany Senecas and Kinzua Dam: Forced Relocation Through Two Generations. Lincoln: University of Nebraska Press. ISBN 0-8032-6203-5.
- Gallo, Marcus (2018). «Improving Independence: The Struggle over Land Surveys in Northwestern Pennsylvania in 1794». The Pennsylvania Magazine of History and Biography 142 (2): 131-161. doi:10.5215/pennmaghistbio.142.2.0131.
- Lechner, Carl B. (January 1992). «The Erie Triangle: The Final Link between Philadelphia and the Great Lakes». The Pennsylvania Magazine of History and Biography 116 (1): 59-85.
- Smith, Helene; Swetnam, George (1991). A Guidebook to Historic Western Pennsylvania (2d edición). Pittsburgh: University of Pittsburgh Press. pp. 256-271. ISBN 978-0-8229-3630-5.
- Wilkinson, Norman B. (1979). Land policy and speculation in Pennsylvania, 1779-1800: a test of the New Democracy. The Management of public lands in the United States. New York: Arno Press. ISBN 978-0-405-11357-4.

- Datos: Q3041864